# Університетський провулок (Мелітополь)
Університетський провулок — провулок у Мелітополі, що йде від Університетської вулиці до західного відрізку Гетьманської вулиці. Крім того, він є єдиним проїздом на цю ділянку вулиці Гетьманської.
З боку вулиці Гетьманської провулок упирається в завод «Гідромаш», а з боку Університетської вулиці — в завод «Мелітопольський компресор».
Покриття асфальтове, за винятком одного глухого кута з грунтовим покриттям. Глухий кут є відгалуженням в бік з непарними номерами, в якому знаходиться 15 будинків. Провулок повністю складається із приватного сектора.

## Історія
До 21 жовтня 1965 провулок вважався частиною вулиці 8 Березня, оскільки геометрично знаходиться з нею на одній прямій і розділяється тільки територією «Мелітопольського компресора». Потім називався провулком Свердлова. 14 квітня 2016 року в рамках декомунізації рішенням Мелітопольської міської ради № 60/3 провулку присвоєно нинішню назву.

## Галерея
|                             |                                |                                      |                                    |
| вид в бік вул. Гетьманської | перехрестя з вул. Гетьманською | поворот-глухий кут (непарна сторона) | поворот-глухий кут (парна сторона) |